# MGRチェンナイ・セントラル-マイスール・ヴァンデ・バーラト急行
MGRチェンナイ・セントラル-マイスール・ヴァンデ・バーラト急行（英語: MGR Chennai Central–Mysuru Vande Bharat Express）は、インド鉄道が運営する長距離電車列車のヴァンデ・バーラト急行の1つ。2022年に営業運転を開始した。

## 概要
インドの長距離電車列車であるヴァンデ・バーラト急行のうち、5番目に営業運転を開始した列車。2022年11月11日に設定されて以降、利用率は100 %以上という高い数値を維持している。インドの大都市・チェンナイのチェンナイ中央駅とマイスール（旧称：マイソール）のマイソール・ジャンクション駅の間、合計497 kmを6時間15分かけて走行し、水曜日を除く週6日に1往復が設定されている。